# Regina Nicolai
Pour les articles homonymes, voir Nicolai.
Regina Nicolai est membre de la deuxième génération de la Fraction armée rouge.

## Biographie
Quand Till Meyer, membre du " Mouvement du 2 juin ", est arrêté en 1978 pour le premier Inge Viett, Ingrid Siepmann et Regina Nicolai échappent à la police en Bulgarie et fuient vers la Tchécoslovaquie[pas clair]. Là, le trio est arrêté, emmené à Prague, ils sont remis à la Sécurité d'état.
Le 5 mai 1980 à Paris, elle est arrêtée avec Sieglinde Hofmann, Ingrid Barabass, Karola Magg et Karin Kamp.